# Hessisches Holz- und Technikmuseum
Das Hessische Holz- und Technikmuseum (Eigenschreibweise: Holz + Technik Museum) ist ein Erlebnismuseum in Wettenberg-Wißmar, das sich der Geschichte und Technik der Holzverarbeitung widmet.

## Lage
Das Museum befindet sich auf dem Gelände eines ehemaligen Sägewerks.

## Konzept
Die Ausstellung erstreckt sich über fünf Bereiche: Forstwirtschaft, Holzverarbeitung, Dampfmaschine, Sägewerk und Zimmerei, Schreinerei sowie Energieerzeugung und -nutzung. Besucher können an interaktiven Stationen die Eigenschaften verschiedener Holzarten kennenlernen und selbst handwerkliche Tätigkeiten wie Hobeln und Nageln ausprobieren. Eine Hauptattraktion ist eine historische Dampfmaschine aus dem Jahr 1937, die zusammen mit einem Sägegatter von 1949 zur Veranschaulichung der Holzverarbeitung im 20. Jahrhundert dient.
Das Museum bietet jährlich mehrere Dampf- und Gattertage, an denen die Maschinen in Betrieb vorgeführt werden. Zusätzlich organisiert das Museum Veranstaltungen und Führungen, die sich sowohl an Erwachsene als auch an Kinder richten. Im Bereich Bildung für nachhaltige Entwicklung (BNE) wird die Bedeutung von Holz als nachwachsendem Rohstoff vermittelt. Das Museum wird vom Freundeskreis Holz- und Technikmuseum Wettenberg e.V. getragen. Führungen für Gruppen sind nach Voranmeldung möglich. Das Museum wurde im Jahr 2007 durch das Hessische Kultusministerium zum Regionalen Umweltbildungszentrum (RUZ) ernannt. Damit steht es in einer Reihe mit den insgesamt 10 weiteren RUZ des Landes Hessen.